# Jules Pasdeloup

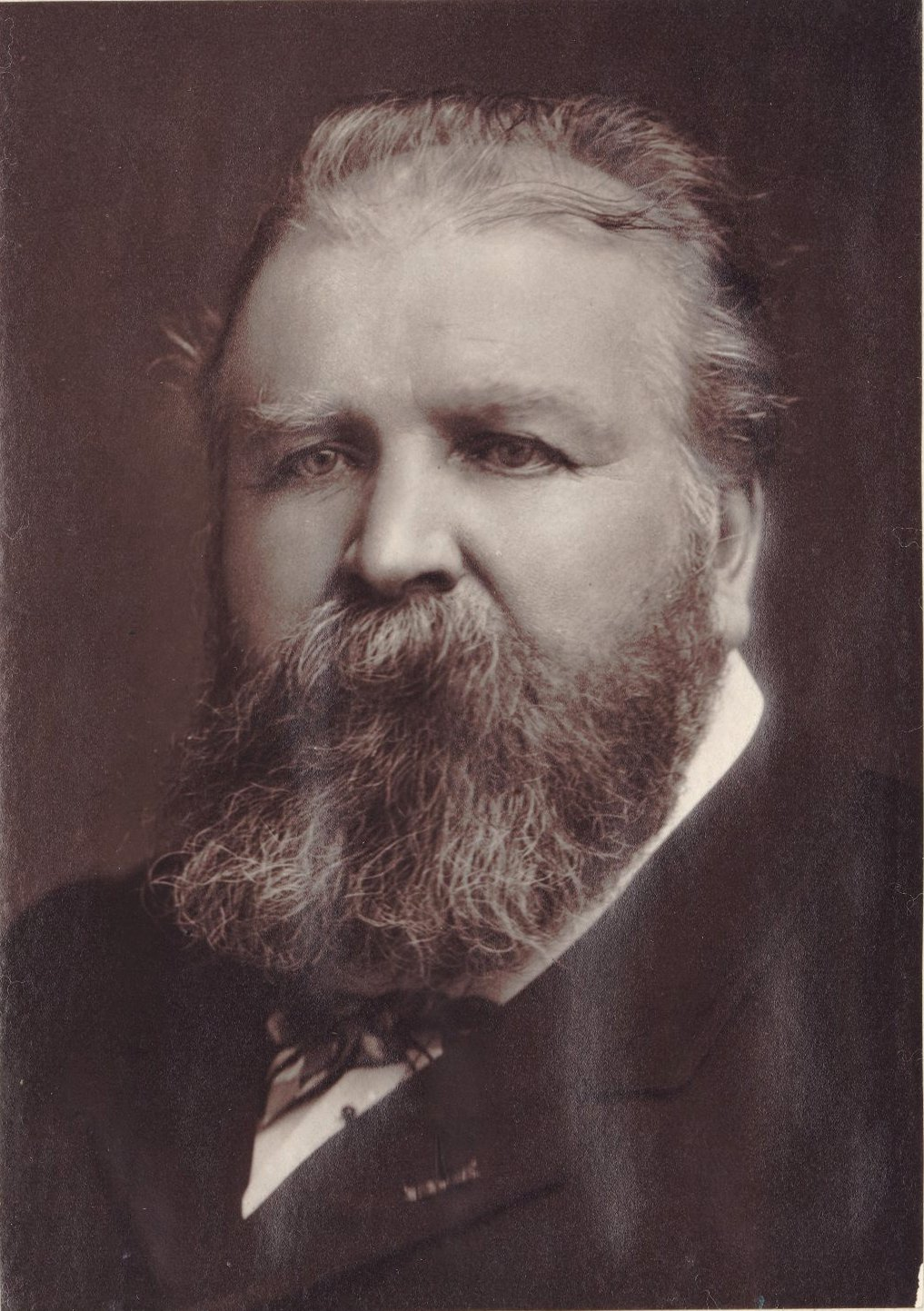
Jules Pasdeloup in 1880

Étienne Jules Pasdeloup (Parijs, 15 september 1819 - Fontainebleau, 14 augustus 1887) was een Frans dirigent.
Pasdeloups vader was assistent-dirigent bij de Opéra Comique. Padeloup kreeg zijn muziekopleiding aan het Parijse Conservatorium, waar hij een Premier prix behaalde met solfège in 1832 piano in 1834. Hij geeft er les tussen 1841 en 1868. 
In 1851 werd hij oprichter en dirigent van de Société des jeunes artistes du conservatoire, die concerten organiseerde in de Salle Hertz gedurende ongeveer 10 jaar. Het eerste concert was op 20 februari 1853. Het gezelschap heette Société des jeunes artistes du Conservatoire impérial de musique van 1856 tot 1865. Als dirigent van hun concerten spande hij zich in om nieuwe composities van die tijd bekend te maken.
In 1860 vertrekt Charles Gounod als hoofd van de muziekorganisatie Orphéon in de stad Parijs. Zijn plaats voor de linker Seine-oever wordt ngenomen door François Bazin en Pasdeloup wordt hoofd voor de rechteroever.
Het volgende jaar richt Pasdeloup de Concerts populaires de musique classique op, waarmee hij speelde op het Cirque d'Hiver in Parijs. Het eerste concert was op 27 oktober 1861. Hieruit ontstond zijn orkest Concerts Pasdeloup. Dit populaire orkest bleef spelen op het Cirque d'Hiver  van 1861 tot 1884. Zijn orkest viel uit elkaar in 1884 als gevolg van de concurrentie van de Concerts Colonne en Concerts Lamoureux, maar werd opnieuw geformeerd in 1886 en 1887. Het Orchestre Pasdeloup is het oudste orkestvereniging van Parijs die nog steeds actief is.
Pasdeloup is met zijn orkest van invloed geweest op de Franse muzieksmaak. Hij liet zijn publiek kennis maken met de muziek van Richard Wagner en Robert Schumann, en gaf de publieke belangstelling voor de symfonieën van Mozart, Haydn en Beethoven nieuwe impulsen. In 1868 richtte hij de Société des Oratories (oratoriumvereniging) op om oratoria uit te kunnen voeren. Hij ging werken voor het Théâtre Lyrique in hetzelfde jaar, maar was teleurgesteld door het gebrek aan succes dat hij vond bij het opnieuw brengen van opera's als Glucks Iphigenia in Tauris. Hij werd onderscheiden met het lidmaatschap van het Legioen van Eer. Hij stierf, 67 jaar oud, in Fontainebleau.